# Screen Sharing
Screen Sharing — VNC-клієнт від Apple Inc., включений як частина Mac OS X v10.5. Дозволяє віддалено спостерігати та керувати будь-яким Mac-ом з локальної мережі, на якому активовано Screen Sharing. Також може використосуватися в Інтернеті програмою iChat. Оскільки Screen Sharing є VNC-клієнтом, він може бути використаний і для керування будь-яким комп'ютером, на якому запущений VNC-сервер і IP-адреса якого доступна.